# Jednostka samorządu terytorialnego
Jednostka samorządu terytorialnego – podmiot prawa publicznego, którego elementem składowym jest lokalna lub regionalna wspólnota samorządowa.